# Droga krajowa B61 (Niemcy)
Droga krajowa 61 (niem. Bundesstraße 61, B 61) – niemiecka droga krajowa przebiegająca  z północy na południowy zachód od skrzyżowania z drogą B51 na obwodnicy Bassum w Dolnej Saksonii do skrzyżowania z drogami B54 i B236 na obwodnicy Lünen w Nadrenii Północnej-Westfalii.

## Odcinki międzynarodowe
Droga pomiędzy węzłem Rehme a Dreieck Löhne na terenie miejscowości Bad Oeynhausen jest częścią trasy europejskiej E30.

## Miejscowości leżące przy B61

### Dolna Saksonia
Bassum, Apelstedt, Neuenkirchen, Scholen, Sulingen, Munterburg, Barenburg, Kirchdorf, Heerde, Uchte, Höfen, Kreuzkrug.

### Nadrenia Północna-Westfalia
Petershang, Minden, Barkhausen, Bohlen, Bad Oeynhausen, Wittel, Herford, Bielefeld, Gütersloh, Wiedenbrück, Stromberg, Keitlinghausen, Beckum, Elker, Dolberg, Hamm, Kamen, Bergkamen, Lünen.